# Interpresosaurus
Interpresosaurus es un género extinto de sinápsido dicinodonto del Pérmico Superior (Changhsingiense) de Rusia.